# Рекіта-де-Жос
Рекіта-де-Жос (рум. Răchita de Jos) — село у повіті Долж в Румунії. Входить до складу комуни Брабова.
Село розташоване на відстані 214 км на захід від Бухареста, 32 км на захід від Крайови.

## Населення
За даними перепису населення 2002 року у селі проживали 422 особи, усі — румуни. Усі жителі села рідною мовою назвали румунську.